# Mănăstirea Dionisiu
Mănăstirea Dionisiu (în greacă Διονυσίου) este o mănăstire de pe Muntele Athos.